# Ilhas Banyak
As ilhas Banyak (em indonésio:  Kepulauan Banyak, significa "numerosas") são um arquipélago da Indonésia, na maior parte composto por ilhas desabitadas, na parte oriental do oceano Índico. Ficam a norte da ilha Nias a sul de Simeulue e a 29 km ao largo da costa ocidental de Samatra.
São 99 ilhas, com uma área total de 319 km2. Administrativamente, formam um kecamatan (distrito) do kabupaten de Aceh Singkil na província de Aceh. A população total era de 6570 habitantes no censo de 2010.
São um popular destino turístico.